# 国家气象中心
国家气象中心（英語：National Meteorological Center），通称中央气象台（英語：Central Meteorological Observatory of CMA），是中国气象局负责天气预报、核污染扩散紧急响应工作的科技型、社会基础性公益事业单位，是中华人民共和国主管天气预报的国家级中心。

## 沿革
1950年3月，中央军委气象局成立了第一个直属业务机构中央气象台。

## 职责
根据《国家气象中心主要职责及机构编制方案》，国家气象中心（中央气象台）承担下列职责：
1. 牵头组织天气业务、生态和农业气象业务、环境气象业务系统设计、业务科研项目的组织实施、业务规范和标准的制订。
2. 承担全国及世界主要区域范围的天气监测和预报，承担我国及所属责任海区的气象灾害预警。
3. 承担我国及世界主要区域范围的台风和海洋气象监测和预报预警业务。
4. 承担全国水文及地质灾害、环境、航空等专业气象预报业务。
5. 承担全国及世界主要区域范围的生态与农业气象及相关灾害的监测、预测、预警和评估，为国家粮食安全和生态建设与保护提供气象保障。
6. 承担制作天气、生态与农业气象公众气象服务产品；负责组织制作高影响天气和重大气象灾害监测、影响评估、对策建议等综合性决策气象服务材料，为党中央、国务院及相关部门提供综合决策气象服务。
7. 负责气象灾害监测，气象及衍生灾害的灾情收集和评估，承担重大气象灾害的应急保障服务任务。
8. 开展面向各类专业用户的气象科技服务。
9. 负责数值预报业务系统的开发、改进、升级和运行维护及模式的检验评估，数值预报产品的解释应用。
10. 承担对下级气象台站的相关业务技术指导任务。
11. 依靠科技创新，开展数值预报、天气、生态与农业气象、环境气象等领域的应用研究和技术开发。
12. 承担世界气象组织世界气象中心、核环境紧急响应区域专业气象中心、亚洲沙尘暴预报区域专业气象中心、海洋气象服务中心的任务。
13. 负责本单位的人、财、物等行政管理和党务工作。
14. 完成中国气象局交办的其他任务。

## 机构设置
根据《国家气象中心主要职责及机构编制方案》，国家气象中心（中央气象台）设置下列机构：

### 内设管理机构
- 办公室
- 业务科技处
- 世界气象中心（北京）运行办公室
- 人事处
- 计划财务处
- 党委办公室（监察审计室）
- 离退休干部办公室

### 内设业务机构
- 天气预报室
- 中国气象局台风与海洋气象预报中心
- 生态和农业气象中心
- 强天气预报中心
- 中国气象局环境气象中心
- 气象服务室（中国气象局灾害监测预警评估中心）
- 天气预报技术研发室
- 预报系统开放实验室

中国气象局数值预报中心设在国家气象中心，为非独立法人事业单位。

## 业务

### 预报警报系统
国家气象中心使用三级数值预报系统，包括：全球中期数值预报、区域数值预报、专业数值预报。提供下列的气象服务：
基本天气预报方面，包括0-3天的定量降水预报、4-7天逐日要素滚动预报、10-30天的延伸期预报。
气象灾害预警报包括但并不限于以下的灾害性天气：台风、暴雨、寒潮、高温、沙尘暴、大雾。

#### 台风预报
中央气象台负责对105°E—180°赤道以北的太平洋上生成的热带气旋进行监测，当气旋达到热带风暴强度便会对其编号（编号格式与国际编号相同），并按照日本气象厅（西北太平洋负责台风国际编号命名的机构）的命名称呼（若日本气象厅尚未命名，则只称呼编号）。此外，中国气象局设立24小时警戒线和48小时警戒线，当台风中心位置进入48小时警戒线前，中央气象台每天进行00、06、12、18时（世界时，下同）4次定位，进入48小时警戒线后，则每天进行00、03、06、09、12、15、18、21时8次定位，当台风中心位置进入24小时警戒线后，中央气象台每天进行逐小时的24次定位。此外，中央气象台对48小时警戒线内的热带低压进行编号发报，编号用四个字符表示，前两个字符“TD”为热带低压英文首字母缩写，后两个字符表示序号。热带低压每天进行00、06、12、18时8次定位。
48小时警戒线位于34°00′N 132°00′E / 34.0°N 132.0°E，15°00′N 132°00′E / 15.0°N 132.0°E，0°00′N 105°00′E / 0.0°N 105.0°E三点的连线处；24小时警戒线位于34°00′N 127°00′E / 34.0°N 127.0°E，22°00′N 127°00′E / 22.0°N 127.0°E，15°00′N 110°00′E / 15.0°N 110.0°E三点的连线处。（如右下图）
此外，中央气象台还对全球其他洋区的热带气旋进行监测，并将报告放在官网的全球热带气旋检测公报中；对北印度洋的气旋风暴的监测放在北印度洋北印度洋热带气旋公报中，这些公报中所使用的热带气旋名称和强度分级都是以该洋区区域专责气象中心的强度分级的命名为准。

### 气象国际合作
国家气象中心参与的国际合作包括：
- 世界气象组织（WMO）亚洲区域专业气象中心（RSMC）、环境紧急响应中心（EERC）
- 观测系统研究与可预报性试验（英语：Ensemble forecasting#Research）亚洲TIGGE中心
- 核污染扩散紧急响应中心